# Eidolon dupreanum
Eidolon dupreanum är en art i familjen flyghundar som förekommer endemiskt på Madagaskar.

## Beskrivning
Storleksuppgifterna i Walkers Mammals of the World syftar troligen på palmflyghunden (Eidolon helvum) som tillhör samma släkte men Eidolon dupreanum borde vara ungefär lika stor. Kroppslängden (huvud och bål) är 14 till 22 cm, svanslängden är 4 till 20 mm och de har en vingspann av 76 cm. Vikten varierar mellan 230 och 350 gram, hannar är lite tyngre än honor.
Arten lever nästan på hela ön, den saknas bara vid östra Madagaskars kust. Flyghunden förekommer i olika habitat men den söker sin föda oftast i naturliga skogar. Födan utgörs huvudsakligen av frukter och dessutom äter arten blad, blommor och andra växtdelar. En studie från 2004 hittade cirka 30 olika växtarter i flyghundens föda. Viloplatserna ligger främst i grottor eller bergssprickor och ibland hittas de gömd i det täta bladverket. Blad äts huvudsakligen av arter som tillhör släktet Polyscias inom familjen araliaväxter. Flyghunden transporterar pollen mellan olika växter och är troligen viktig för deras spridning. Studier tyder på att djuret utför vandringar under vissa årstider. Flockarna är inte lika stora som hos palmflyghunden.
Eidolon dupreanum jagas för köttets skull men flyghundarna är ganska flexibla när svedjebruk pågår i deras ursprungliga skogar. Jakten är bara laglig mellan maj och augusti. Under de andra månaderna äger omfattande tjuvskytte rum. Några flockar decimerades kraftig och därför listas arten av IUCN som sårbar (VU).